# Scopocira carinata
Scopocira carinata là một loài nhện trong họ Salticidae.
Loài này thuộc chi Scopocira. Scopocira carinata được Crane miêu tả năm 1945.